# Примас Галичини і Володимирії
Примас Галичини і Володимирії (нім. Primas Unserer Königreiche Galizien und Lodomerien, пол. Prymas Galicji i Lodomerii) — релігійний титул у Королівстві Галичини і Володимирії, запроваджений патентом цісаря Франца І від 13 лютого 1817. Спочатку примасами титулувалися львівські латинські архієпископи, а з 1846 року — львівські греко-католицькі єпископи. Титул не був затверджений Апостольською столицею, а після смерті Михайла Левицького і зовсім скасований.

## Примаси
- Анджей Алоїзій Анквич
- Франц Ксаверій Лушін
- Франтішек де Паула Піштек
- Вацлав Вацлавичек
- Михайло (Левицький)